# Giovanni Boccomini
Giovanni Boccomini (Roma, 1784 – Trieste, 1836) è stato un attore teatrale italiano.

## Biografia
Recitò nella Compagnia Reale Sarda e in seguito nella compagnia di Salvatore Fabbrichesi come primo attore tragico. Fu versatile interprete di Pietro Metastasio e Vittorio Alfieri.